# Rita Lupino
Rita Lupino (* 30. September 1921 in London; † 10. Dezember 2016 in Beverly Hills Kalifornien) war eine britische Schauspielerin.

## Leben und Karriere
Rita Lupino wurde in eine Schauspielerfamilie hineingeboren. Ihr einst sehr bekannter Vater, Stanley Lupino (1893–1942), war ein britischer Bühnen- und Filmschauspieler, ihre Mutter Connie Emerald war ebenfalls Bühnenschauspielerin und ihre Schwester Ida Lupino drehte auch Filme, hinzu kam aber noch, dass diese auch als Regisseurin, Filmproduzentin und Autorin arbeitete.
Ihre erste Filmrolle hatte Lupino bereits 1944 im Alter von 22 Jahren in Brasilianische Serenade als Tänzerin, blieb im Abspann jedoch ungenannt. Es folgten weitere im Abspann ungenannte Auftritte, in Masquerade in Mexiko (1945), Devotion (1946) und Red, Hot and Blue (1949). In Filmen wie Verführt (1949), Lügende Lippen (1950) und Outrage (1950) wurde ihr Name jedoch im Abspann genannt. Sie trat 1959 in der Fernsehserie One Step Beyond in einer Folge als Krankenschwester auf. Ihre letzte Rolle hatte sie 1976 in Time Travelers.
Lupino starb im Dezember 2016 im Alter von 95 Jahren in Beverly Hills, mehr als 12 Jahre später als ihr einziger Ehemann Enrique Valadez.

## Filmografie
- 1944: Brasilianische Serenade (Brazil)
- 1945: Masquerade in Mexiko
- 1946: Devotion
- 1949: Verführt (Not Wanted)
- 1949: Red, Hot and Blue
- 1950: Lügende Lippen (Never Fear)
- 1950: Outrage
- 1959: One Step Beyond (Fernsehserie, Folge 1x21 Front Runner)
- 1970: The Wild Scene
- 1976: Time Travelers (Fernsehfilm)